# Port Vale
Der Port Vale Football Club ist ein 1876 gegründeter Fußballverein aus Stoke-on-Trent.

## Geschichte
Der Port Vale FC trägt seine Heimspiele in Burslem, Stoke-on-Trent, aus. Am Ende der Saison 2012/13 stiegen die „Valiants“, wie sie genannt werden, aus der Football League Two in die drittklassige Football League One auf. Der Stadtrivale ist Stoke City, der zurzeit zweitklassig in der Football League Championship spielt. In den 1990er-Jahren gelang es Port Vale sogar, an Stoke City vorbeizuziehen, als der Verein sich einige Jahre in der First Division, wie die zweite Liga damals hieß, halten konnte.
Das Stadion von Port Vale, der Vale Park, bietet heute für insgesamt 22.356 Zuschauer Platz. Der Rekordbesuch stammt vom 20. Februar 1960, als im FA Cup gegen Aston Villa 49.768 Zuschauer kamen.
Für 240.000 Pfund Sterling kaufte der Popstar Robbie Williams den Großteil der Anteile des Vereins im Jahr 2006, geknüpft an die Hoffnung auf eine ähnliche Entwicklung wie beim FC Chelsea unter Roman Abramowitsch. Am 6. März 2012 ging Port Vale in die Insolvenz.
Mehrfach hatte der Verein „Probleme mit rassistischen Fans. Dunkelhäutige Spieler wurden zuletzt oft beschimpft. 2013 war der Club vom Verband verwarnt worden.“

## Erfolge
- Football-League-Trophy-Sieger: 1993, 2001

## Ligazugehörigkeit
- 1888–1889: The Combination
- 1890–1892: Midland League
- 1892–1896: Football League Second Division
- 1896–1898: Midland League
- 1898–1907: Football League Second Division
- 1907–1908: North Staffordshire Federation League
- 1908–1911: North Staffordshire & Distrct League
- 1911–1919: The Central League
- 1919–1929: Football League Second Division
- 1929–1930: Football League Third Division
- 1930–1936: Football League Second Division
- 1936–1954: Football League Third Division
- 1954–1957: Football League Second Division
- 1957–1958: Football League Third Division
- 1958–1959: Football League Fourth Division
- 1959–1965: Football League Third Division
- 1965–1970: Football League Fourth Division
- 1970–1978: Football League Third Division
- 1978–1983: Football League Fourth Division
- 1983–1984: Football League Third Division
- 1984–1986: Football League Fourth Division
- 1986–1989: Football League Third Division
- 1989–1994: Football League Second Division
- 1994–2000: Football League First Division
- 2000–2004: Football League Second Division
- 2004–2008: Football League One
- 2008–2013: Football League Two
- 2013–2017: Football League One
- 2017–2022: EFL League Two
- 2022–2024: EFL League One
- 2024–2025: EFL League Two
- seit 2025: EFL League One

## Ehemalige Spieler
- George Abbey
- William Aitken
- Chris Birchall
- Steve Guppy
- Dean Glover
- Jan Jansson
- Claus Jörgensen
- Chris Killen
- Andreas Lipa
- Robin van der Laan
- Onandi Lowe
- Neville Southall
- Roy Sproson